# Stomatochaeta cymbifolia
Stomatochaeta cymbifolia là một loài thực vật có hoa trong họ Cúc. Loài này được (S.F.Blake) Maguire & Wurdack miêu tả khoa học đầu tiên năm 1957.